# جامعة انجامينا
جامعة انجامينا (بالفرنسية: Université de N'Djaména) هي مؤسسة جامعية حكومية تقع في مدينة انجامينا، عاصمة تشاد. تأسست الجامعة في عام 1971 تحت اسم جامعة تشاد (Université du Tchad). وفي عام 1994، تم تغيير اسمها رسميًا إلى "جامعة انجامينا"، لتصبح المؤسسة الجامعية الأبرز في البلاد. تضم الجامعة كليات ومعاهد متعددة، وتقدم برامج في مجالات متنوعة تشمل العلوم الإنسانية، والعلوم الاجتماعية، والقانون، والعلوم الطبيعية، والطب، والهندسة.